# 长安汽车
中国长安汽车集团，原名重庆长安汽车股份有限公司（深交所：000625/200625，简称：长安汽车/长安B），简称长安汽车、重庆长安，其历史可以追溯至1862年成立的上海洋炮局，经过多次改制后改为现名，1983年进入汽车领域，为中国汽车行业第一阵营、第一自主品牌、第一研发实力企业，现有资产1033亿元人民币，员工8万余人。长安汽车现生产微客、乘用车等产品。

## 历史沿革
长安汽车的前身是上海洋炮局，由洋务运动发起人李鸿章于1862年（清同治元年）12月授命英国人马格里和中国官员刘佐禹在上海松江府城外一所庙宇中创办。
1865年因李鸿章升任两江总督，苏州洋炮局随迁到南京雨花台，接并安庆内军械所，更名为金陵制造局。主要生产各种枪炮。
1902年金陵制造局停止军火制造，专营修枪。
1929年更名为金陵兵工厂。
1932年金陵兵工厂制成孝经铜鼎一座。铜鼎由中山大学师生捐款，中山陵园设计，为纪念孙中山设计而作。安放于南京中山陵。
1937年“八·一三”上海事件爆发，金陵兵工厂被轰炸数次。为准备抗战，11月16日，金陵兵工厂奉命西迁重庆。12月6日，最后一批留守人员离开南京。
1938年3月8日，最后一批人员、物资抵达重庆。是年初，在重庆江北陈家馆簸箕石购裕蜀丝厂，租佃燮和火柴厂和黄氏小学所在地共50余亩为厂址。2月底，500余台设备安装就绪。3月1日复工，4月生产重机枪40挺。旋更名为第21兵工厂。对外称重庆37号信箱或宁和茶社。7月，接并汉阳兵工厂步枪厂。
1939年1月，接管第20兵工厂轻机枪厂，生产捷克式轻机枪。3月，接收自德国购回炮弹自动化专用设备，在云南安宁县始甸村筹建安宁分厂。4月接收重庆武器修理所，并入轻枪厂。
1940年9月，接管第11兵工厂在铜罐驿的山洞隧道，新建厂房及1250kVA发电机及部分人员。11月，为避日军空袭，将轻机枪厂，迫炮厂和工具厂迁铜罐驿山洞隧道，成立铜罐驿办事处。
1944年11月，接管第40兵工厂，改称第21厂綦江分厂，生产7.9步枪弹及82迫击炮弹。
至抗战胜利时，工厂设有：步枪、重枪、轻枪、重炮、迫炮、修枪、修炮、炮弹、火工、机器、动力、工具、铁、砂、器材等15个厂和热处理所共16个生产单位。全厂职工人数达到14349人。
21兵工厂在抗日战争中提供了弹药3000余吨，手榴弹三十万余发和各类枪械约五十万支，是整个抗战期间最大的兵工企业。
1949年11月29日，国军撤退前夕，将大板桥药库炸毁，发电所和工具所炸坏。
1950年7月，发电所修复，电力恢复。部分单位恢复生产。
1951年6月20日，工厂更名为中央兵工总局第456厂。步枪所迁并鹅公岩分厂，独立更名为国营296厂。
1952年6月制弹所、火工所、机器所重炮部移交山西长治国营307厂。10月31日改称第27456厂。
1953年3月13日再次更名为国营456厂。
1957年4月2日，定第二厂名为国营长安机器制造厂。同年为贯彻“学会两套本领，既能生产军用产品，又能生产民用产品”的生产方针，先后选定了机床、柴油机、精密工具、轻型越野汽车（长江牌46型吉普车）作为长期生产的民品。其中长江牌46型吉普车在1958年试制成功，并参加了1959年的国庆阅兵仪式。1963年底停产，累计生产1390辆，停产后将技术资料转交北京汽车制造厂，成为闻名于世的北京吉普。
1981年3月，开始微型汽车调研，选定日本铃木ST90K微型汽车为母型开始研制。
1982年7月，微型汽车测绘设计完成，10月开始样车试制。
1983年9月，微型汽车发动机样车一次点火成功。
1984年3月2日，赵紫阳总理来重庆视察期间专门观看了工厂试制的微型汽车，并作出了重庆可以搞联合体生产汽车的指示。5月16日，以中国北方工业公司重庆渝兴公司与工厂组织访日考察微型汽车生产合作，对铃木，本田和富士三家公司进行了访问，并与铃木公司签订了技贸合作协议书。11月15日，第一批微型汽车（SC112微型卡车）剪彩出厂。
1985年3月，四川兵工局批复同意成立重庆微型汽车生产联合体。董事会由456厂、152厂、236厂等17个单位组成，董事长由456厂担任。11月4日，国家计委、经委批复兵器部和重庆市政府，同意456厂为长安牌微型汽车总装厂，组织微型汽车联合生产，定年产1万辆。
1988年12月30日，微车生产突破一万辆。
1990年10月，长安SC7080微型乘用车（长安奥拓）首批24辆试制成功。
1990年10月29日，接兵器工业总公司通知，国务委员、国家计委主任邹家华同意SC7080微型乘用车作为兵器行业的统一车型，“八五”期间按照年产10万辆规划。
1992年3月，国务院批准长安厂为奥拓微型轿车生产定点厂，并纳入国家“八五”重点技改项目。
1993年3月9日，兵器工业总公司批复西南兵工局，由456厂、152厂组建成立长安汽车公司。
1993年4月15日，兵器工业总公司与日本铃木公司在日本正式签署“长安铃木汽车有限公司”合资协议。
1993年6月8日，长安铃木汽车有限公司开业奠基。
1994年7月29日，公司名称由“长安汽车公司”变更为“长安汽车有限责任公司”。
1994年8月，长安机器制造厂与江陵机器厂合并成立长安汽车有限责任公司。
1995年1月1日，长安汽车有限责任公司正式合署办公。
1995年3月29日，原长安厂、江陵厂企业法人资格依法注销。
1995年12月29日，长安奥拓轿车15万辆项目正式获国家批复。
1996年10月16日，长安B股认购配售全面完成，发出B股2.5亿股。募集资金5.8亿元。
1996年10月31日，重庆长安汽车股份有限公司成立。
1996年11月8日，“长安汽车”B股在深圳证券交易所挂牌上市交易。
1996年12月29日，公司汽车月产突破一万辆。
1997年5月23日，长安汽车发行A股。8300万股上网定价发行，3700万股定价配售给公司职工，共计1.2亿股。
1997年6月3日，“长安汽车”A股在深圳证券交易所挂牌上市交易，获得资金7.63亿元。
1998年3月19日，长安汽车有限责任公司更名为长安汽车集团有限责任公司。
2001年4月25日，长安福特汽车有限公司成立。
2000年后在重庆、上海和意大利都灵、美国密歇根成立研发机构，2004年10月推出CM8，长安之星，奔奔等微型面包车和轿车，并推出自主研发的新车如长安锐翔、长安志翔、氢混和动力车等产品。
2006年1月15日，在长安汽车的主管单位中国兵器装备集团公司的牵头下以重庆长安为主体成立了中国南方工业汽车股份有限公司，尹家绪任中国兵器装备集团公司党组副书记、同时担任中国南方工业汽车股份有限公司总经理和长安汽车董事长职务。中国兵器装备集团公司希望通过重组实现旗下汽车和零部件业务在香港交易所上市。
2009年7月1日，中国南方工业汽车股份有限公司更名为中国长安汽车集团。2009年11月10日，在中国政府的主导下，中国兵器装备集团公司和中国航空工业集团公司对旗下的汽车业务兼并重组，中航汽车全部并入中国长安汽车集团，形成了新的中国长安汽车集团股份有限公司。
2016年4月17日兩輛長安無人測試車，從重慶行駛到達北京，途經2千多公里行駛了六天。
2017年10月19日，长安汽车宣布推出新能源发展战略“香格里拉计划”。预计至2025年全面停止销售传统燃油车。
2018年9月5日長安汽車與鈴木 (公司)及鈴木(中國)投資有限公司達成協議，以作價1元人民幣，收購鈴木 (公司)及鈴木中國分別持有的長安鈴木40%股權及10%股權，公告顯示，長安鈴木在2018年4月30日的總資產帳面價值約45.3億元（人民幣‧下同），總負債帳面值約48億元，淨資產帳面價值約為負2.7億元。
2019年4月3日長安汽車、中國第一汽車集團、東風汽車、騰訊、阿里巴巴集團、蘇寧、深圳世嘉利資產管理有限公司、無錫飛葉投資有限公司，咸寧榮巽智慧出行產業投資基金，南京恒創雲智網絡科技有限公司，南京領行股權投資管理有限公司共同斥資97.6億元成立合夥企業南京領行股權投資管理有限公司，以發展新能源汽車為主的共享出行產業，其中長安汽車出資16億元，佔股16.39%。
2025年2月9日，长安汽车與東風汽車開啟合並過程。6月5日，长安汽车公告称，其與東風汽車的合並過程中止，间接控股股东中国兵器装备集团汽车业务分立为一家独立中央企业。东风汽车暂不涉及相关资产和业务重组。6月23日，其控股股东原中国长安汽车集团更名为辰致汽车科技集团。
2025年7月27日，中国长安汽车集团有限公司成立，并于7月29日正式挂牌。中国长安汽车集团注册资本为200亿元人民币，旗下包括辰致汽车科技集团、洛阳北方、重庆建设、济南轻骑等多家汽车产业链相关企业。

## 標誌沿革

1957-1998
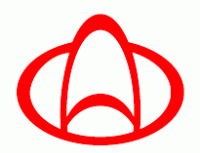
1998-2010 (目前依然在商用車使用)
2010-2020
2020 年至今

## 子公司

### 中国长安汽车集团旗下整车制造企业
- 哈尔滨哈飞汽车工业集团有限公司

### 长安汽车旗下合资公司

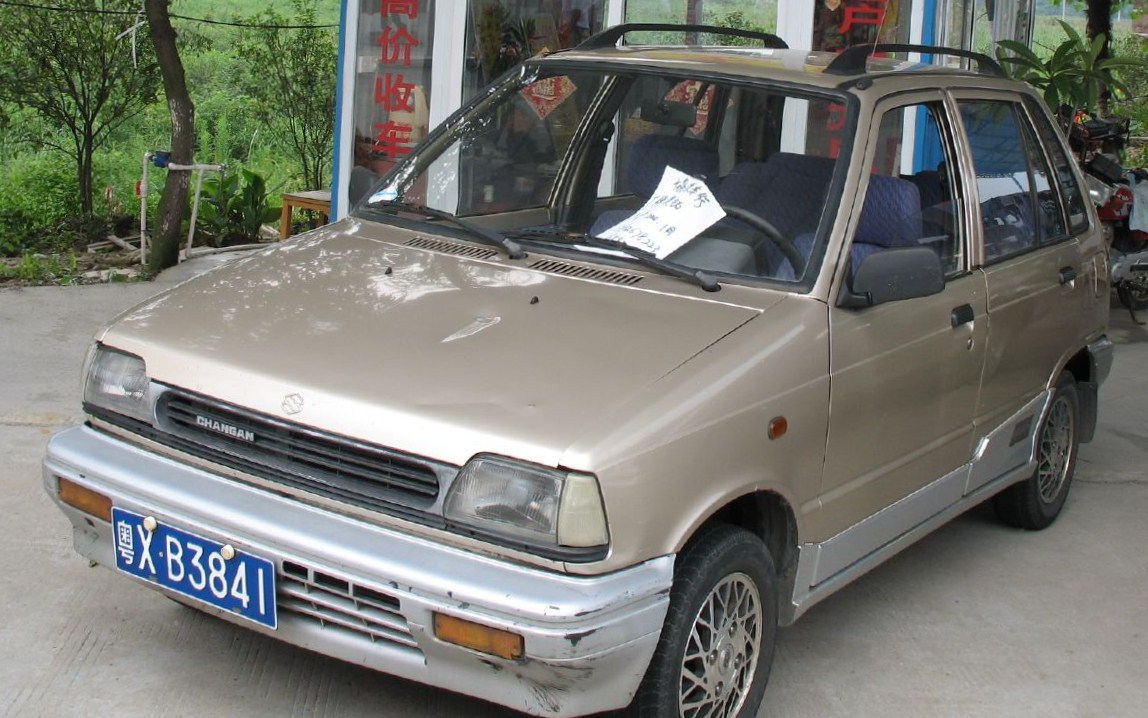
长安铃木奥拓（SC7080，已停产）

1993年在重庆市巴南区鱼洞成立长安铃木，生产长安奥拓、羚羊、雨燕、天語SX4等车型。由于油耗、售价等诸多方面与其它轿车相比具有绝对的竞争力，非常适合大量进入家庭，有“民众轿车”之称。

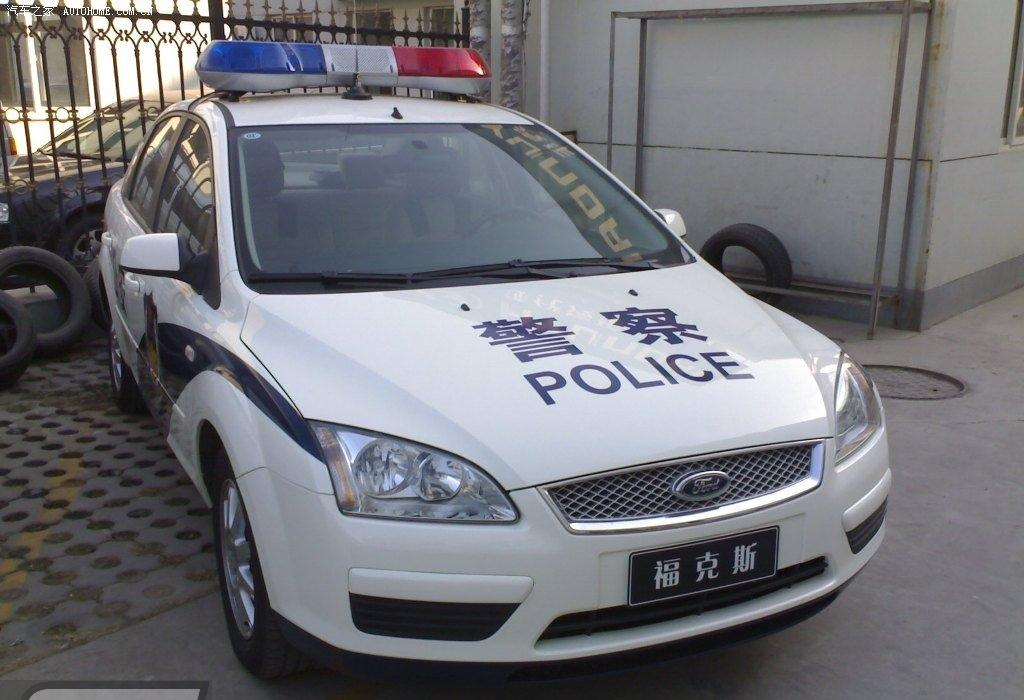
长安福特福克斯

2001年4月25日，福特汽车公司和长安汽车集团在重庆北部新区成立了长安福特，双方各拥有50%的股份，生产蒙迪欧、嘉年华、福克斯等车型。2005年底和2008年初，马自达3與馬自達2分別开始在长安福特重庆工厂生产。2006年3月，马自达汽车公司参股长安福特，股权重组后的长安福特正式更名为“长安福特马自达汽车有限公司（长安福特马自达汽车）”，三方持股比例为：长安50%，福特35%，马自达15%。2012年11月长安福特马自达拆分为长安福特和长安马自达。
2006年瑞典沃尔沃以技术转让的形式授权给长安福特马自达汽车公司以福克斯生产线生产沃尔沃S40、S60和S80车型。长安江铃汽车位于江西南昌，以生产自主设计的SUV"陆风"闻名，出口到欧盟。
重慶長安民生物流，长安集团与著名的民生集团的合资企业，主要经营成品车和零件的运输。
2010年7月9日，长安与标致雪铁龙集团成立其合资公司长安标致雪铁龙，总部设在深圳，生产DS系列车型。2020年5月，该厂被宝能集团收购。

## 事业分布
长安汽车拥有12个制造基地及22个工厂；在中国、日本、英国、意大利、美国和德国设立研发中心。

## 品牌与车型
长安汽车现拥有如下品牌：
- 长安：主品牌，产品包括轿车与SUV
  - 启源：高端电动汽车品牌
- 深蓝：电动汽车品牌
- 阿维塔：高级电动汽车品牌，与宁德时代合资
- 凯程：商用车品牌，包括微型面包车与MPV

### 长安品牌

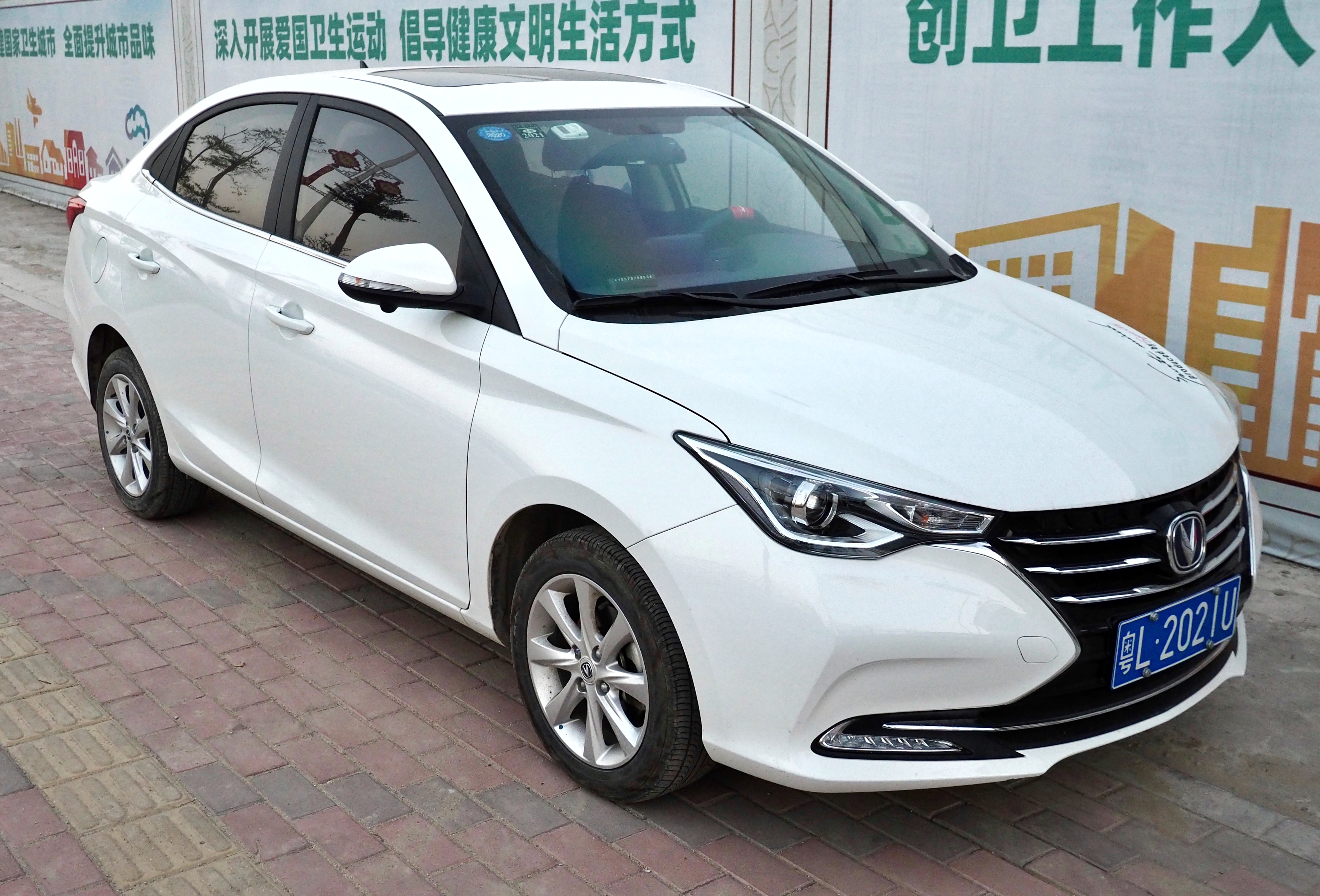
悅翔

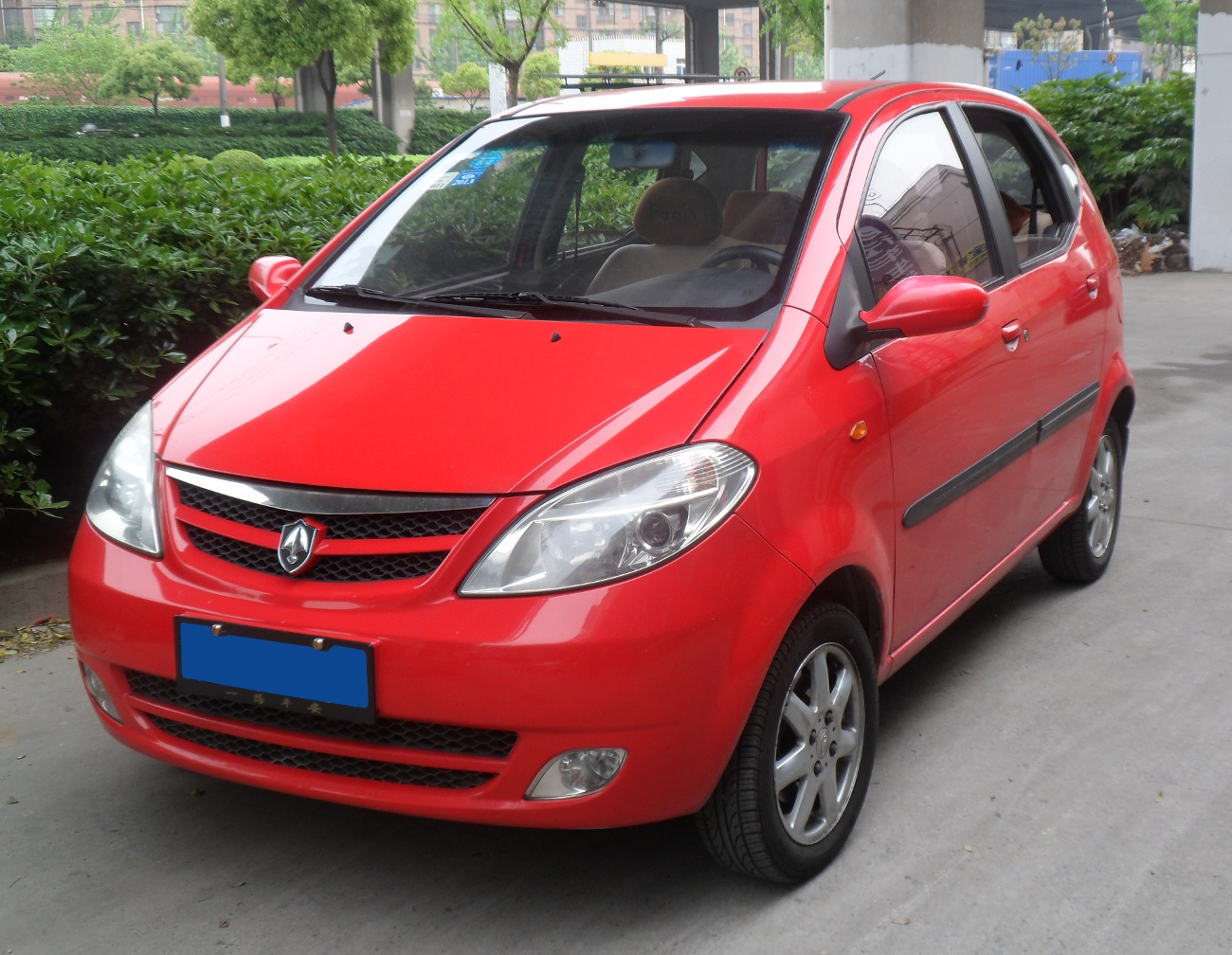
奔奔

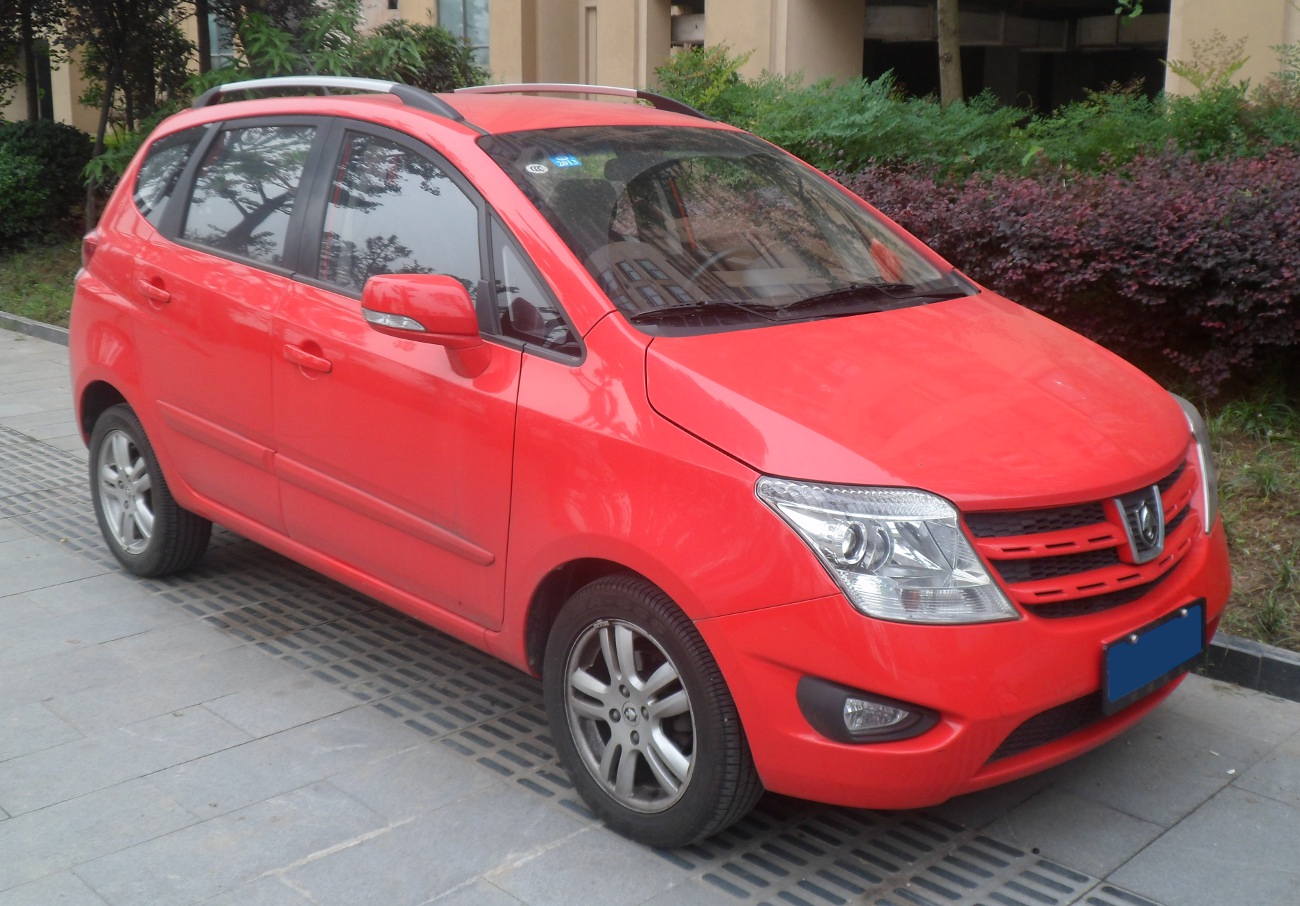
CX20

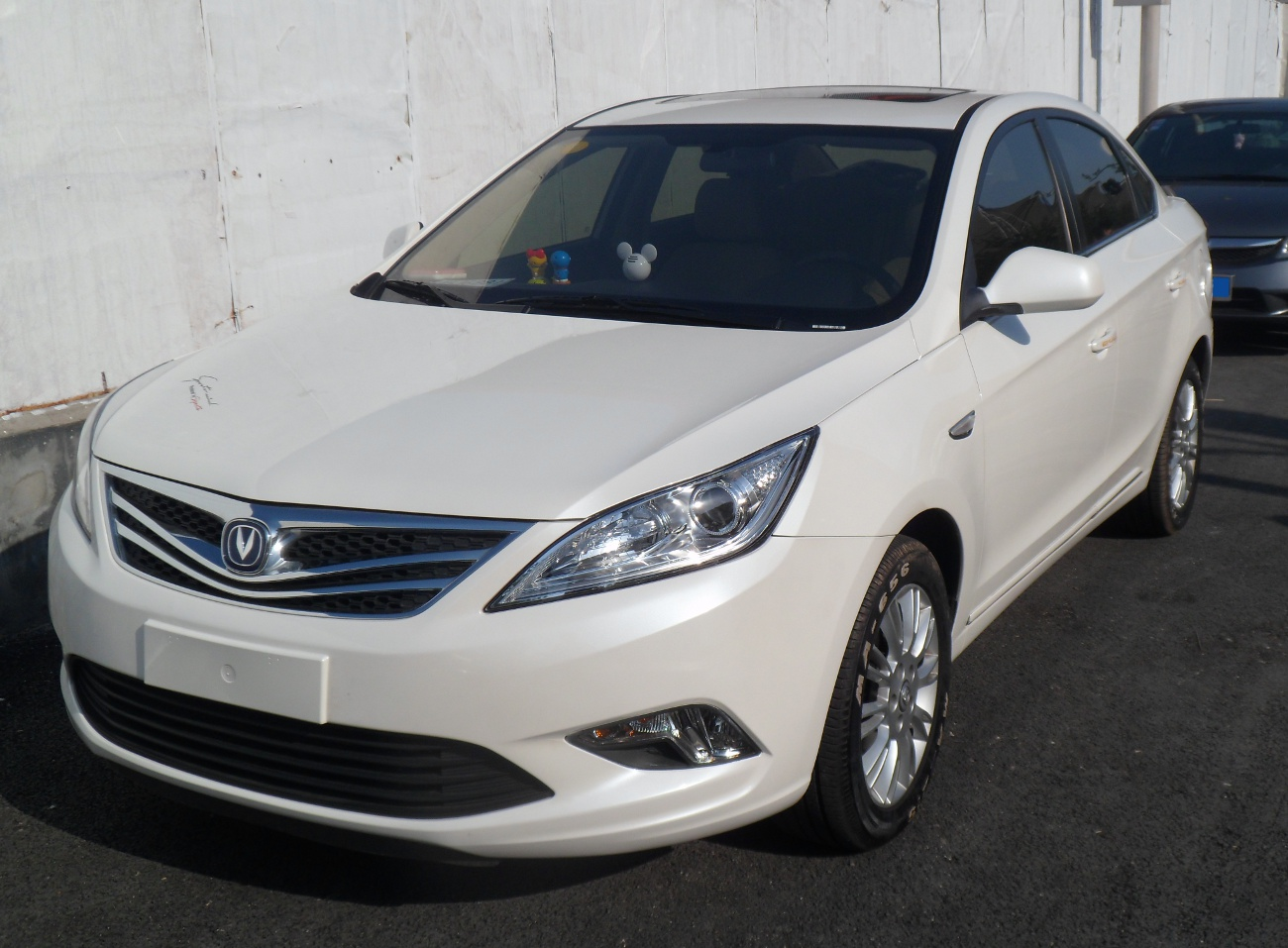
逸动

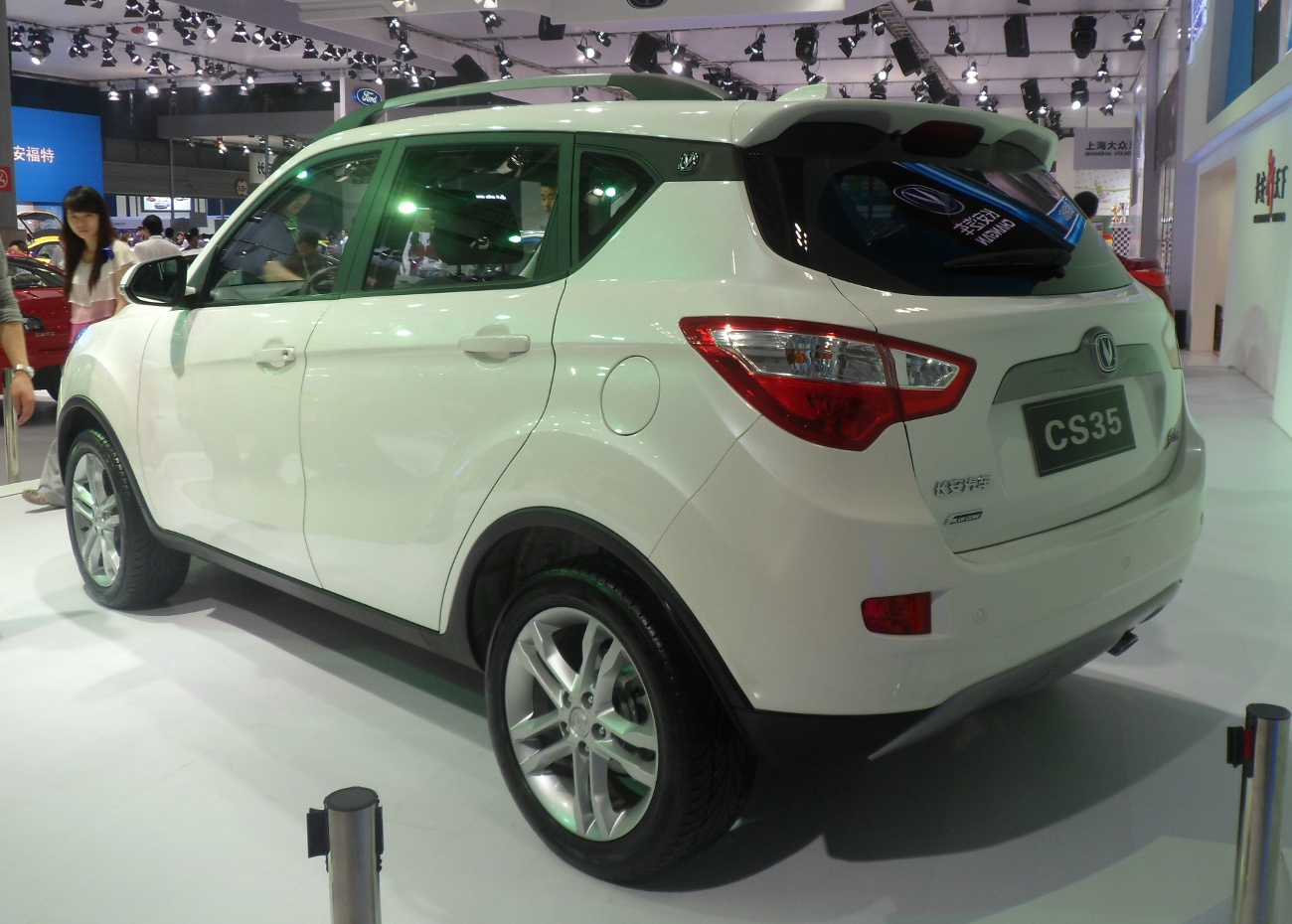
CS35

在售
- CS35 PLUS
- CS55 PLUS
- CS55
- CS75
- CS75 PLUS
- CS85 COUPE
- CS95
- 逸动
- 逸动EV
- 第三代悦翔
- 逸动PLUS
- 锐程 Plus（前称睿骋 CC）
- UNI-T
- UNI-V
- UNI-K
- UNI-Z（原欧尚Z6）
- 逸达
- 糯玉米
- X5 Plus（原欧尚X5）
- X7 Plus（原欧尚X7）
- 猎手
- 览拓
- F80

停售
- CX30
- CS15
- CS35
- 奔奔
- 奔奔E-Star
- 逸动DT
- 新奔奔EV360
- 逸动DT
- 凌轩

### 启源品牌
- 启源A05
- 启源A07
- 启源Q05
- 启源E07

### 商用车（长安凯程）

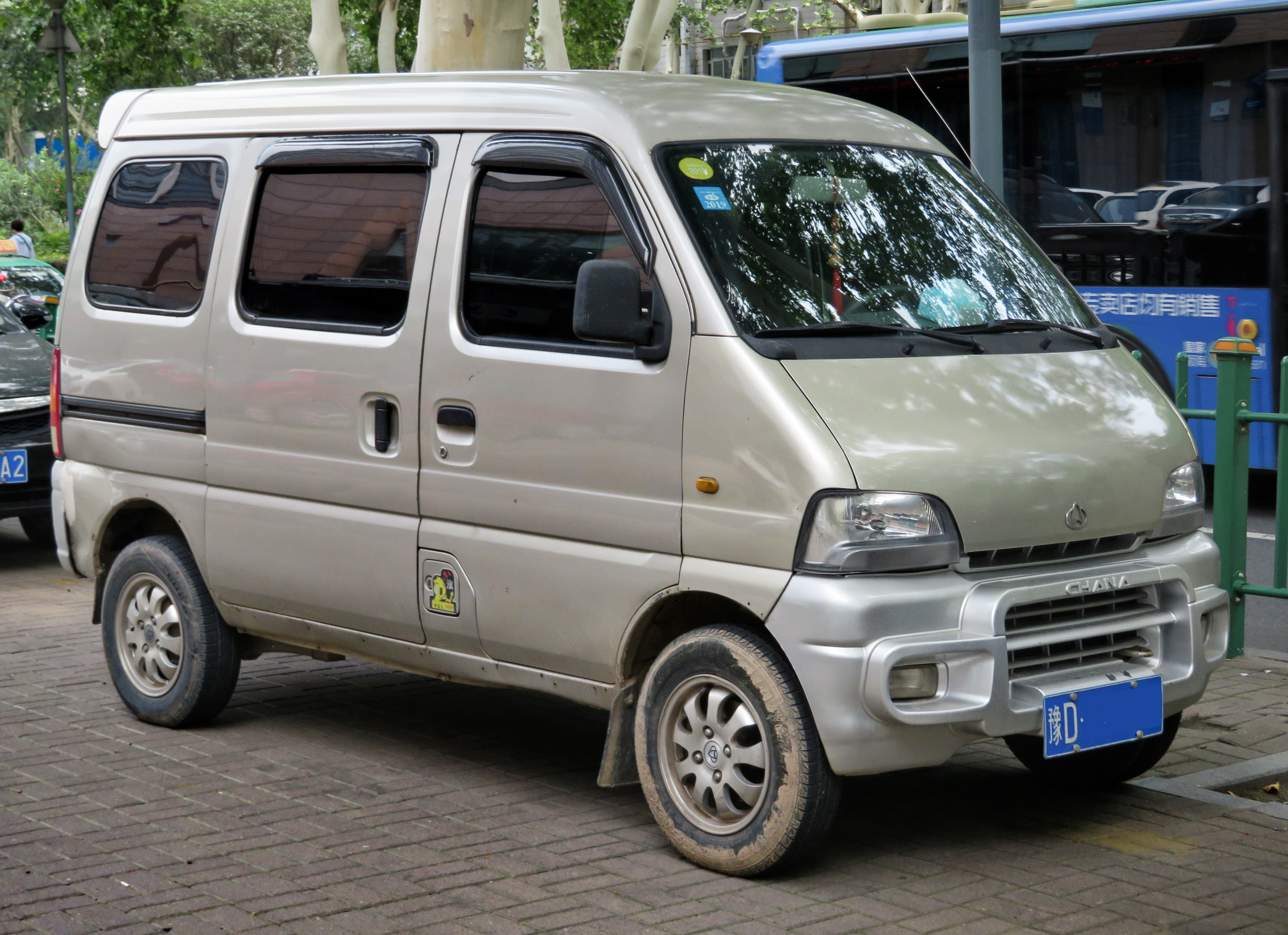
长安之星

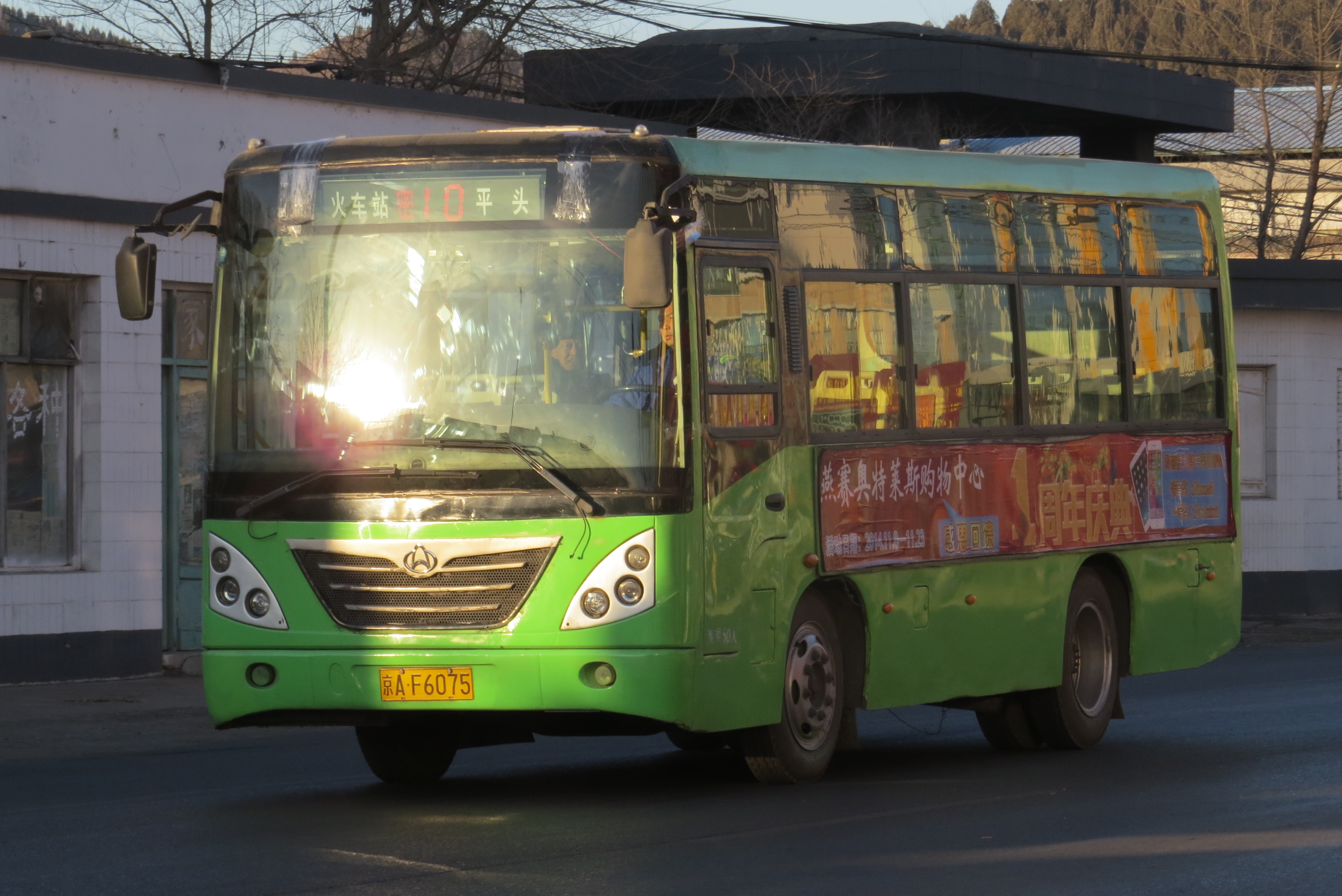
北京密云县地方公交使用的长安客车，由保定长安客车制造有限公司制造

在售
- 睿行ES30
- 睿行S50
- 睿行M60
- 睿行M70
- 睿行M90
- 睿行M80
- 神骐F50
- 神骐F30
- 神骐T10
- 神骐T20
- 神骐T30
- F30
- F70
- 长安之星3
- 长安之星5
- 长安之星轻卡版
- 长安之星9
- CX70/CX70T
- X70A
- 欧诺

停售
- SC6320G、SC1011
- 杰勋
- 欧力威
- 欧诺
- 志翔
- CM6
- CM8
- 长安之星
- 长安之星2
- 长安之星7（前称金牛星）
- 长安星光4500
- 长安之星S460
- 星光小卡
- 星卡
- 尊行

### 欧尚品牌（已停用）
长安欧尚是长安汽车曾拥有的品牌，该品牌于2024年并入长安品牌。

## 争议事件
2016年1月，北京市环保局抽查长安汽车在北京销售的车型时发现，旗下的CS75 1.8T和睿骋因不符合环保生产一致性要求，排放超标而被开出378万元人民币的罚单，并没收在北京市场销售所得金额1260.5万元，累计为1638.5万元。